# 光学项目

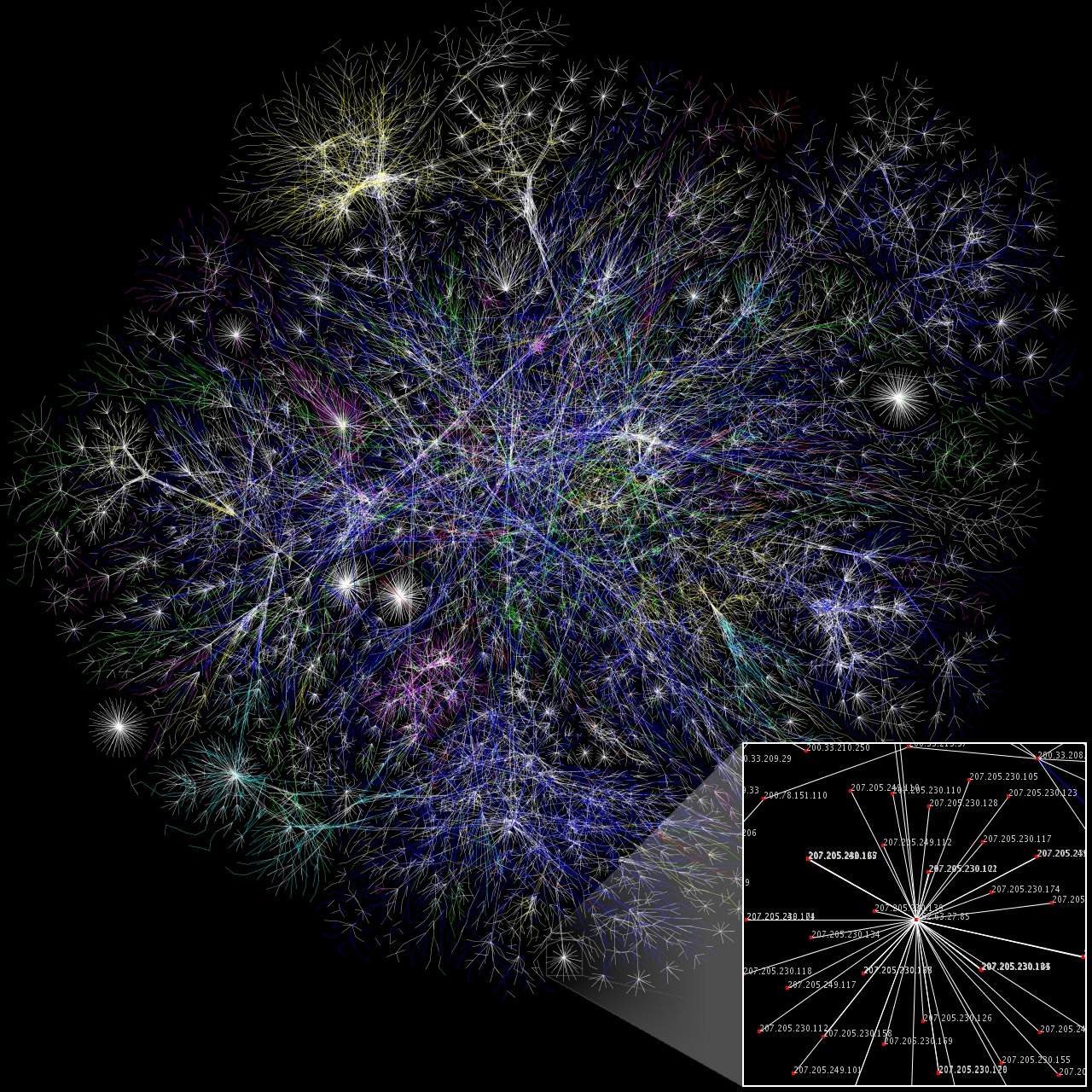
2005年通过部分互联网的各种路由的光学项目可视化

光學計畫（英語：Opte Project）由Barrett Lyon從 2003 年開始， 旨在產生網際網路精準的視覺圖形。  他相信他的網際網路地圖可以幫助生更全面地了解網際網路，同時也可作為網際網路整體使用率成長的指標。 其實這不是第一次有這樣的計畫，例如更早以前的貝爾實驗室網際網路地圖計畫。
Barrett Lyon一直使用Traceroute生成，後來改到BGP生成。產生的圖像被發表在光學計畫的網站上。 2021 年，里昂使用他的製圖技術製作了不同的影片動畫：揭示了 1997 年至 2021 年網際網路使用率的成長、2019 年伊朗網際網路關閉、美國國防部在網際網路上的地位等。
該項目引起了全世界的關注，被《時代雜誌》、 康奈爾大學、 《新科學人》、 和卡巴斯基實驗室報導。 此外，光學計畫的地圖已經在至少兩個藝廊和展覽中找到了家，例如現代藝術博物館和科學博物館的「繪製我們周圍的世界」永久展覽。 
Opte圖像根據知識共享許可獲得許可，雖然所有非商業應用程式都可以免費使用Opte 的圖像，但其他應用程式都需要支付許可費用。

## 外部連結
- 官方網站
- 一個快照版本，存于